# Antônio Ignácio Rodrigues Córdova
Antônio Ignácio Rodrigues Córdova (Miranda do Douro, c. 1750 — Porto Alegre, 27 de abril de 1791) foi um militar, geógrafo e cartógrafo português, cuja atuação deu-se principalmente na Capitania do Rio Grande de São Pedro, atual estado do Rio Grande do Sul.

## Biografia
Nasceu em Carção, termo da vila do Outeiro, em Miranda do Douro, Portugal. Filho legítimo de José Rodrigues Córdova e de Luzia Pires, casou-se em 1779, em Porto Alegre, com Josefa Joaquina da Cunha, filha de José Luiz da Cunha e de Teresa Ignacia de Jesus.

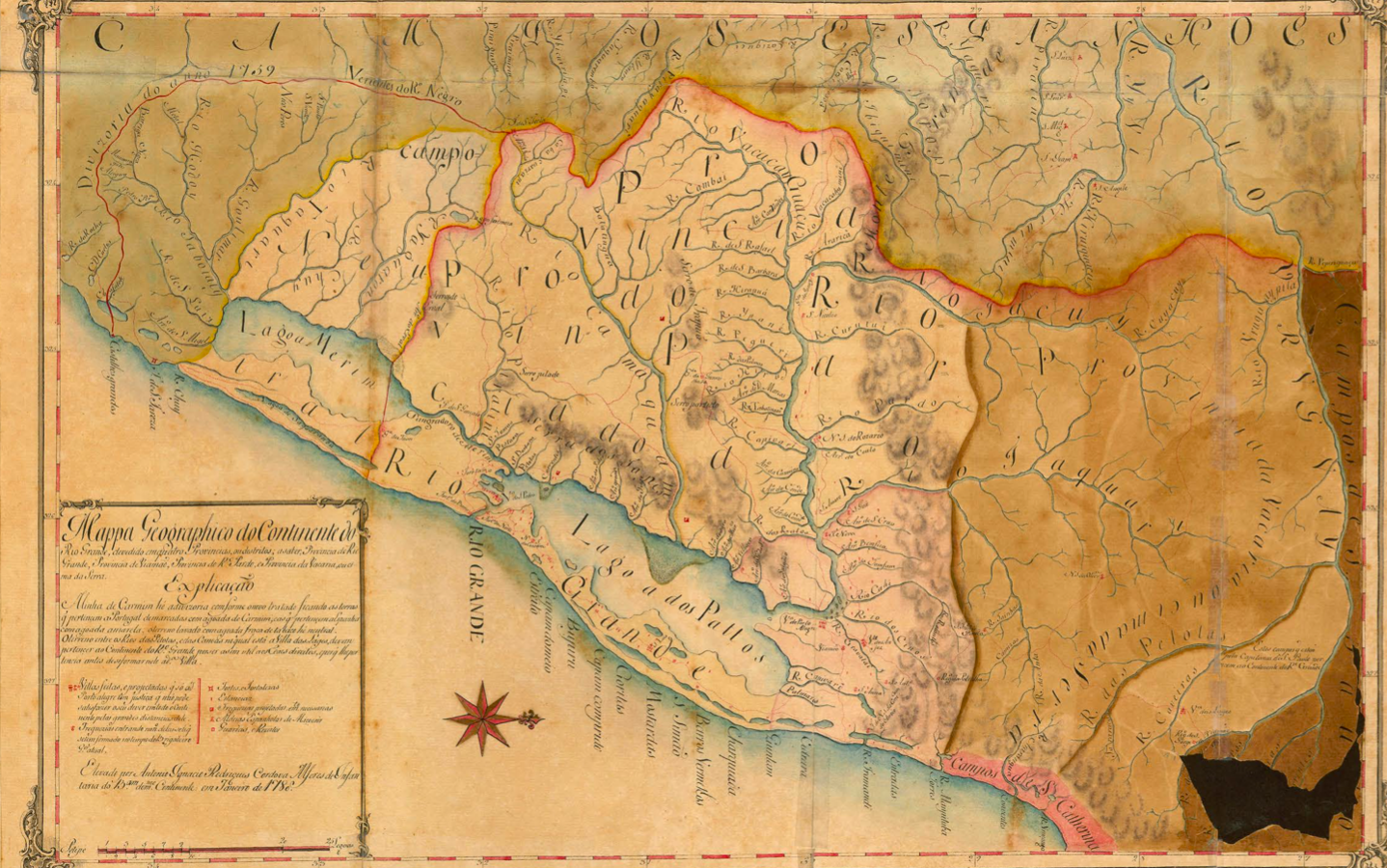
Mapa Geográfico do Continente do Rio Grande (1780), elabora por Antônio Ignácio Rodrigues Córdova.

No ano seguinte de seu casamento, ocupando o posto de Alferes de infantaria, Córdova serviu na Capitania do Rio Grande de São Pedro, onde elaborou a sua obra de maior destaque intitulada "Mapa geográfico do Continente do Rio Grande [...]", o qual era dividido em quatro províncias naquele momento: Rio Grande, Viamão, Rio Pardo e Vacaria (ou Cima da Serra). Além de trazer detalhes importantes acerca de aspectos geográficos e toponímicos, tal mapa elucida as demarcações de fronteiras da referida região decorrentes do Tratado de Santo Ildefonso. 
Em 1786 foi designado pelo Vice-Rei para servir interinamente na Ilha de Santa Catarina. Todavia, poucos anos depois, em 1790, foi mandado para o Rio Grande de São Pedro novamente, onde viria a falecer já no ano seguinte.